# Ljudmila Lwowna Konowalowa
Ljudmila Lwowna Konowalowa (russisch Людмила Львовна Коновалова; englische Transkription: Liudmila Konovalova; * 17. Oktober 1984 in Moskau, Sowjetunion) ist eine russische Ballerina und Primaballerina am Russischen Staatsballett, der Staatsoper Unter den Linden und der Wiener Staatsoper.

## Leben
Ihren ersten Tanzunterricht erhielt Konowalowa in einer Kinderballettschule unter der Leitung von Gennadi Ledjach, einem ehemaligen Leiter des Bolschoi-Theaters.
Im Jahr 2002 schloss Konowalowa erfolgreich die Moskauer Staatlichen Akademie für Choreographie in der Klasse von Jelena Alexandrowna Bobrowa ab.
Konowalowas Karriere im Ballett begann mit der Anstellung im Russischen Staatsballett unter der Leitung von Wjatscheslaw Gordejew. Ljudmila tanzte die Partie der Odile im Ballett Schwanensee, die von ihr, gemeinsam mit Wjatscheslaw Gordejew und der Primaballerina des Mariinski-Theaters Lubow Kunakowa vorbereitet wurde. Nach ihrem Debüt im Ballett „Schwanensee“ bekam Konowalowa auch andere Hauptrollen, darunter Giselle (aus dem Ballett „Giselle“), Kitri aus dem Ballett „Don Quijote“ und Clara im „Nussknacker“. Ein Jahr später avancierte Kanowalowa zur Primaballerina der Truppe. Im „Russischen Ballett“ tanzte Ljudmila Konowalowa fünf Saisons lang.
Die letzte und erfolgreichste Rolle Konowalowas auf der Bühne des „Russischen Balletts“ war Aurora aus „Dornröschen“ (2007). Nach der Uraufführung wurde Ljudmila zusammen mit ihrem Tanzpartner Iwan Popow von Carla Fracci eingeladen, an der Inszenierung von „Dornröschen“ an der Oper in Rom teilzunehmen, wo Fracci selbst die Rolle der Fee Carabosse tanzte.
Im Jahr 2004 wurde Konowalowa Dritte im russischen Wettbewerb der Balletttänzer und Choreographen unter der Leitung von Juri Grigorowitsch, und im Jahr 2006 erhielt sie den Sonderpreis beim Wettbewerb von Serge Lifar in Kiew sowie den ersten Preis beim Internationalen ÖTR-Contest, der in Wien (Österreich) stattfand. Im Jahr 2007 erhielt die Ballerina den ersten Platz beim internationalen Ballettwettbewerb Premio Roma (unter der Schirmherrschaft von Maja Plissezkaja) und ebenfalls 2007 den zweiten Platz beim Internationalen Ballettwettbewerb in Seoul (KIBC, unter der Schirmherrschaft von E. Maximowa).
Ab 2007 trat Konowalowa an der Berliner Staatsoper unter der Leitung von Wladimir Malachow auf. Ihren ersten Auftritt hatte Konowalowa als Solo-Variation der „Fee der Glühenden Leidenschaft“ im Ballett „Dornröschen“, danach folgten Soloauftritte in „Aschenputtel“ und „Prinzessin Florine“ aus dem gleichnamigen Ballett, Solo-Variationen und Duette in dem Ballett „Giselle“, „Schwanensee“, „Paquita“, „La Bayadère“, die Hauptrolle im Ballett „Der Nussknacker“, die Hauptrolle in der Uraufführung von Pierre Lacotte „La Vivandière“, eine der Hauptrollen im Violinkonzert N 1 von Max Bruch (Choreographie von Clark Tipetta) und die Hauptrolle im Ballett „Scheherazade“. Am Ende der ersten Spielzeit tanzte die Ballerina mit Malachow im Ballett „Dornröschen“ beim Gala-Konzert in Kiew und später bei demselben Ballett und ebenfalls mit Malachow in Finnland. Nach der zweiten Spielzeit stieg Konowalowa zur Solistin des Balletts auf.
Im Jahr 2010 lud der Direktor der Wiener Staatsoper Manuel Legris Konowalowa in die Balletttruppe seines Theaters als Solotänzerin ein. Im Jahr 2011 nahm Konowalowa die Position der Primaballerina ein. Sie tanzte die Hauptrolle in der Aufführungen „Vertiginous Trill of Exactitude“ von William Forsythe, „Variationen über ein Thema von Haydn“, „Thema und Variationen“ von George Balanchine, „Giselle“, „Don Quijote“, „Dornröschen“ (Uraufführung von Peter Wright), Schwanensee, die Partie der Olga in „Onegin“ von John Cranko sowie andere Partien. Lehrerin von Konowalowa war die ehemalige Primaballerina der Wiener Staatsoper und Partnerin von Nurejew, Brigitte Stadler.
Im Jahr 2011 tanzte Konowalowa in Paris auf dem Galakonzert zum Anlass des Jubiläums von Maja Plissezkaja. Im Jahr 2012 übernahm Konowalowa die Hauptrolle in der Uraufführung „Der Nussknacker“ von Rudolf Nurejew auf der Bühne der Wiener Staatsoper. Das Ballett wurde vom österreichischen Sender (ORF) verfilmt. Kurz danach erschien die DVD mit der Aufnahme der Aufführung.
Konowalowa solierte bei internationalen Tourneen in Europa, Nord- und Südamerika, Asien als Primaballerina. Sie ist weiterhin eingeladene Solistin im Ballett de L'opéra national de Bordeaux, Slovenské Národné Divadlo, Teatro dell’Opera di Roma und im Tokyo Ballet.
Einen großen Einfluss auf die Arbeit von Ljudmila Konowalowa hatten Andris Liepa, Maja Plissezkaja, und Brigitte Stadler.

## Kritik
Die österreichischen Ballettkritiker Alec Kinnear und Florian Krenstetter loben die tänzerische Arbeit von Konowalowa. Kinnear beschreibt den Stil der Ballerina folgendermaßen: „Konowalowa ist eine energische und körperlich starke Tänzerin mit einer exzellenten Technik; trotz des beinahe kindlichen Gesichtes von Konowalowa, ist ihr Tanz voller düsterer Ungeduld, Härte und Ungeniertheit“.
Die russische Kunsthistorikerin Anna Galajda hob den „Perfektionismus“ hervor, mit dem Konowalowa an die „Poesie der [Ballett-]Klassiker“ herantritt.

## In der Kunst
Im Jahr 2013 widmete der Künstler Casanova Sorolla Konowalowa eines seiner Werke. Das Gemälde ist eine Leinwand der Größe 1,5 m × 3 m, die eine Folge von Konowalowas Ballettspitzenabdrücken beim Tanzen einer Ballettpartie zeigt.